# 沃罗涅日斯基农村居民点
沃罗涅日斯基农村居民点（俄语：Воронежское сельское поселение）是俄罗斯联邦沃罗涅日州新乌斯曼区所属的一个农村居民点。其下辖有1个居民点，行政中心为沃罗涅日斯基。据2016年统计，该农村居民点的人口为1910人。